# Monterrubio de Armuña
Monterrubio de Armuña – gmina w Hiszpanii, w prowincji Salamanka, w Kastylii i León, o powierzchni 10,97 km². W 2011 roku gmina liczyła 1299 mieszkańców.